# 881.
◄ | 8. stoljeće | 9. stoljeće | 10. stoljeće | ►
◄ | 850-ih | 860-ih | 870-ih | 880-ih | 890-ih | 900-ih | 910-ih | ►
◄◄ | ◄ | 878. | 879. | 880. | 881. | 882. | 883. | 884. | ► | ►►
Astronomija • Književnost • Kršćanstvo • Pravo • Promet

## Događaji
- Giovanni II. Participazio je izabran za mletačkog dužda.

## Smrti
- David I. od Iberije, iberijski princ

## Vanjske poveznice
|  | Zajednički poslužitelj ima još gradiva o temi 881. |